# 제10회 금마장
제10회 금마장의 시상식에 관한 내용이다.

## 수상 및 후보

### 작품상
- 추결 - 리 싱 수상

### 감독상
- 이행 수상

### 남우주연상
- 구위 수상

### 여우주연상
- 옹천옥 수상

### 남우조연상
- 위소 수상

### 여우조연상
- 부벽휘 수상